# Egeria (pątniczka)

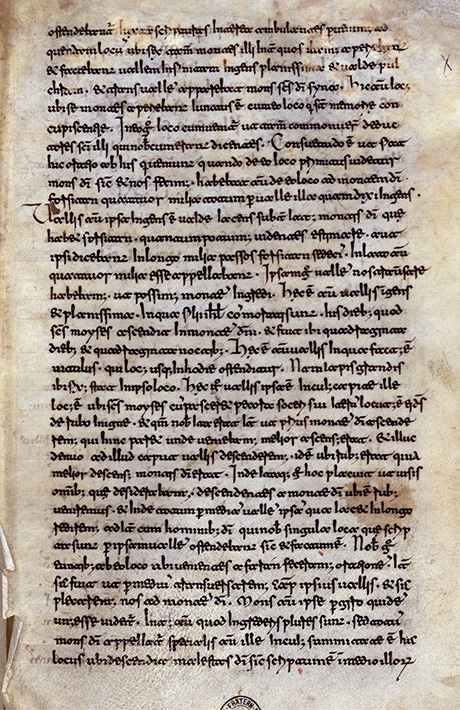
Fragment Kodeksu Aretinus 405 zawierającego jedyny zachowany egzemplarz Itinerarium Eteriae

Egeria (także Eteria, Aetheria, Heteria, Geria, Echeria, Eiheria, Eucheria) – pątniczka, która w latach 381–384 nawiedziła Ziemię Świętą, pozostawiając dziennik swojej podróży, znany jako Itinerarium Egeriae.

## Itinerarium
W 1884 roku włoski historyk i archeolog Gian Francesco Gamurrini odnalazł w bibliotece Bractwa św. Marii (Fraternità di S. Maria, znanego również pod nazwą Pia Fraternità dei Laici) w Arezzo kopię łacińskiego anonimowego dziennika podróży. Była ona zapisana na stronach 31–74 Kodeksu Aretinus 405, który powstał w XI wieku w klasztorze Monte Cassino. Gmurrini opublikował tekst w 1887 roku. W roku 1893 tekst zrewidował Paul Geyer i wydał go w 30. tomie Corpus Scriptorum Ecclesiasticorum Latinorum. Wydawca dodał tytuł zgodny z treścią opisu: Peregrinatio ad loca sancta (Pielgrzymka do miejsc świętych). Późniejsi wydawcy dokonali zmiany słowa peregrinatio na itinerarium. 
Tekst Itinerarium jest bogatym źródłem informacji geograficznych i historycznych. Pierwsza część pamiętnika (I–XXIII) to opis podróży po znanych z Biblii miejscach w Palestynie, Syrii, Azji Mniejszej i Egipcie związanych z wydarzeniami i osobami biblijnymi. Ta część pamiętnika zaczyna się od wizyty na Górze Synaj, a kończy na przybyciu do Konstantynopola. Druga część tekstu (XXIV–XLIX) jest dokładną relacją z nabożeństw i uroczystości, jakie były celebrowane w IV w, zwłaszcza w Jerozolimie.
Dziennik podróży znany jest jako Itinerarium Egeriae. Pamiętnik jest niekompletny i przetrwał w jednym rękopisie, który obecnie znajduje się w bibliotece miejskiej w Arezzo we Włoszech.

### Kwestia autorstwa
Data powstania dzieła i kwestia autorstwa nie były jasne. Podczas badania katalogów opactwa Saint-Martial w Limoges odkryto zapisy z XII i XIII w. wymieniające dzieło Itinerarium Egerie abbatisse. Odkryto także, że żyjący w VII w. mnich Waleriusz, w kierowanym do współbraci z klasztoru w Vierco liście Vita Laude opisywał losy pątniczki, która podróżowała po Wschodzie, by odwiedzać miejsca święte chrześcijaństwa. Podróż opisywana przez Waleriusza pokrywa się trasą pielgrzymki autorki Itinerarium.... Także archiwariusz opactwa na Monte Cassino, Piotr Diakon, nawiązywał do tekstu Egerii w swoim Liber de locis sanctis z 1137. Tropy te pozwoliły na zidentyfikowanie autorki manuskryptu z Arezzo jako pełnej energii pobożnej i religijnej kobiety rozporządzającej znacznymi funduszami, o dość silnej pozycji społecznej, o czym świadczyły fakty życzliwego podejmowania jej przez biskupów, mnichów i zwierzchników wojskowych, którzy zapewniali jej bezpieczeństwo w podróży. Waleriusz określał ją jako beatissima sanctimonialis, a rękopisy z Monte Cassino i Limoges używały w stosunku do autorki tytułu abbatissa. Mogła więc należeć do grona starożytnych chrześcijańskich dziewic prowadzących niezinstytucjonalizowane życie ascetyczne. Do adresatek swojego rękopisu autorka wielokrotnie zwracała się z szacunkiem i miłością: dominae („damy”), dominae animae meae („moje drogie damy”), dominae sorores („panie siostry”), dominae sorores, venerabiles („panie siostry, czcigodne”). Autorka była więc kobietą świecką, szlachcianką piszącą dla swojego bliskiego kręgu pobożnych przyjaciół lub zakonnicą piszącą dla współsiostr. Brak jednak przesłanek, by móc uznać jakąś ich formę zależności czy przełożoności.

### Ustalenie imienia autorki
Zachowana wersja tekstu jest niekompletna. Brakuje początku i końca tekstu, nie ma wskazówek co do tytułu i imienia autora. Brakuje także dwóch kart w środku tekstu. Gian Francesco Gamurrini zakładał, że autorką znalezionego rękopisu była św. Sylwia i takie imię podał w pierwotnej publikacji tekstu. Gamurrini oparł swoje przypuszczenia na tekście rękopisu Historia Lausiaca Palladiusza z Galacji, w którym wspominana jest Sylwania, siostra Flawiusza Rufina z Awitanii, który od 392 roku był prefektem Wschodu. Dopiero w 1903 roku francuski historyk i mnich, Marius Férotin po przebadaniu VII-wiecznego listu hiszpańskiego mnicha Walerego z Vierzo zidentyfikował autorkę tekstu Itinerarium z chwaloną przez Walerego hiszpańską mniszką Aeterią. Férotin wysunął przypuszczenie, że Egeria była krewną lub należała do grona osób zaprzyjaźnionych z cesarzem Teodozjuszem Wielkim, który także pochodził z Hiszpanii, a w okresie jego rządów osoby pochodzące z Hiszpanii cieszyły się względami na dworze cesarskim.